# Dimitar Malidanov
Dimitar Malidanov (makedonsko Димитар Малиданов), makedonski slikar in grafik, * 5. december 1946, Sarakinovo, Egejska Makedonija, Grčija.
Dimitar Malidanov se je rodil v Sarakinovu v Egejski Makedoniji. Po končani srednji šoli je konec šestdesetih let prišel v Slovenijo na študij likovne uumetnosti. Leta 1972 je diplomiral iz slikarstva na Akademiji za likovno umetnost v Ljubljani pri prof. Gabrijelu Stupici. Leta 1975 je končal še grafično specialko pri prof. Marjanu Pogačniku. Kot štipendist francoske vlade je med letoma 1976 in 1977 specializiral tudi litografijo na École nationale supérieure des beaux-arts v Parizu pri prof. Georgesu Dayezu. 
Do sedaj je samostojno razstavljal že več kot tridesetkrat. Sarajevo, Beograd, Pariz in New Yorku so mesta z njegovimi najbolj odmevnimi predstavitvami. V okviru številnih skupinskih razstav pa je razstavljal na Poljskem, v Romuniji, Švici, Nemčiji, Bolgariji, Franciji, Srbiji, Švedski, Združenih državah Amerike, na Hrvaškem in drugod. Bil je udeleženec številnih likovnih srečanj in delavnic doma in na tujem. Sodeloval je na številnih mednarodnih razstavah kot selektor. Intenzivno se ukvarja z grafično umetnostjo in oblikovanjem knjig. Z grafikami in ilustracijami je opremil že več knjižnih izdaj.
V Sloveniji je samostojno razstavljal do sedaj le v Ljubljani. Prvič v Galeriji Ars (1976), kasneje je imel obsežnejši predstavitvi svojih grafik v Jakopičevi galeriji (1995) in Tobačnem muzeju (2002). S slikami se je slovenski javnosti prvič predstavil v Galeriji Lek (2008).
Tri desetletja je že dejaven tudi kot likovni pedagog. Na Fakulteti za likovno umetnost (FLU) v Skopju je redni profesor za grafiko in dekan fakultete. Za svojo ustvarjalnost je prejel več pomembnih makedonskih državnih nagrad, med njimi nagrado 11. oktober, najvišje priznanje Republike Makedonije za dosežke v umetnosti. Mesto Skopje mu je za vidne prispevke v umetnosti podelilo nagrado 13. november. Prejel je tudi več nagrad na mednarodnih grafičnih razstavah, kot so Trienale sodobne jugoslovanske grafike, Mednarodni grafični bienale v Bitoli (Makedonija), Bienale grafike v Varni (Bulgarija), Bienale suhe igle v Užicu (Srbija) in Trienale v Chamaliersu (Francija).
1. ↑  Artists of the World Online, Allgemeines Künstlerlexikon Online, AKL Online — B: K. G. Saur Verlag, Verlag Walter de Gruyter, 2009. — ISSN 2750-6088 — doi:10.1515/AKL